# Religie in Zwitserland
Dit artikel behandelt religie in Zwitserland.
In 2010 was de meerderheid van de Zwitserse bevolking (vanaf 15 jaar) christen: 38,6% van de Zwitsers was rooms-katholiek, 28,0% Evangelisch-Gereformeerde Kerk in Zwitserland, 5,5% lid van een zogenaamde Freikirche (protestantse kerk zonder bijzondere band met de overheid) of behoorde tot een ander christelijk kerkgenootschap. 20,1% van de Zwitsers had geen religie. De grootste niet-christelijke religie was de islam (5,5%), daarna het jodendom (0,2%), de overige religies vormden samen 1,1% en van 2,0% van de Zwitsers was hun religie onbekend.

## Statistieken
| Religie                                                                    | 1970  | 2000  | 2010 | 2015 | 2018  |
| -------------------------------------------------------------------------- | ----- | ----- | ---- | ---- | ----- |
| Evangelisch-Gereformeerde Kerk in Zwitserland                              | 46,42 | 33,04 | 28,0 | 25,5 | 24,7  |
| Evangelisch-methodistische kerk                                            | 0,17  | 0,12  |      |      |       |
| Nieuw-Apostolische Kerk                                                    | 0,49  | 0,38  |      |      |       |
| Jehova's getuigen                                                          | 0,17  | 0,18  |      |      |       |
| overige protestantse kerkgenootschappen                                    | 0,42  | 1,44  |      |      |       |
| Rooms-Katholieke Kerk                                                      | 49,39 | 41,82 | 38,6 | 37,7 | 37,2  |
| Oudkatholieke Kerk (Christkatholische)                                     | 0,32  | 0,18  |      |      |       |
| Orthodoxe Kerk                                                             | 0,33  | 1,81  |      |      |       |
| andere christelijke gemeenschappen                                         | 0,05  | 0,20  | 5,5* |      |       |
| joodse geloofsgemeenschappen                                               | 0,33  | 0,25  | 0,2  |      |       |
| islamitische geloofsgemeenschappen                                         | 0,26  | 4,26  | 4,5  | 5,1  |       |
| andere godsdiensten                                                        | 0,12  | 0,78  | 1,1  | 7,4* |       |
| Geen gezindte                                                              | 1,14  | 11,11 | 20,1 | 23,1 |       |
| geen opgave                                                                | 0,39  | 4,33  | 0,2  | 1,3  |       |
| Totaal:                                                                    | 100%* | 100%* | 100% | 100% | 100%* |
| * 6.269.783 miljoen inwoners in 1970, 7.288.010 in 2000, 8.546.081 in 2018 |       |       |      |      |       |

Overwegend protestants zijn de West-Zwitserse kantons (in het bijzonder Genève), Bern, delen van Schaffhausen, Zürich en Bazel. Overwegend katholiek zijn de oerkantons in Centraal-Zwitserland, Fribourg, Ticino, Jura, Valais en delen van Oost-Zwitserland. In Noord-Zwitserland is de Oudkatholieke Kerk van betekenis. Daarnaast mag ook het Boeddhisme met 0,33% van de bevolking als aanhangers worden genoemd. Het aantal boeddhisten in Centraal-Europa is het grootste in Zwitserland.
| Religion                                        | CHE | ITA | GER | POR | FRA | ESP | TUR |
| ----------------------------------------------- | --- | --- | --- | --- | --- | --- | --- |
| Christendom                                     | 73  | 81  | 47  | 76  | 39  | 66  | 2   |
| – Rooms-Katholieke Kerk                         | 37  | 77  | 23  | 74  | 34  | 63  | 0   |
| – Evangelisch-Gereformeerde Kerk in Zwitserland | 31  | 1   | 20  | 0   | 2   | 1   | 0   |
| – andere christelijke gemeenschappen            | 5   | 3   | 4   | 2   | 3   | 2   | 2   |
| islamitische geloofsgemeenschappen              | 3   | 1   | 1   | 0   | 3   | 1   | 73  |
| andere godsdiensten                             | 1   | 1   | 1   | 1   | 2   | 1   | 1   |
| geen gezindte                                   | 22  | 16  | 50  | 20  | 55  | 31  | 22  |
| geen opgave                                     | 1   | 1   | 1   | 2   | 2   | 2   | 1   |

## Godsdienstoorlogen
In de Zwitserse geschiedenis hebben zich vijf godsdienstoorlogen voltrokken tussen katholieken en protestanten:
- Eerste Kappeleroorlog - 1529
- Tweede Kappeleroorlog - 1531
- Eerste Villmergeroorlog - 1656
- Tweede Villmergeroorlog/Toggenburgeroorlog - 1712
- Sonderbund-oorlog - 1847

Na de Tweede Kappeleroorlog werd de verdeling tussen de protestantse en katholieke kantons vastgelegd. In ieder protestants kanton werd het protestantse christendom de officiële godsdienst en in ieder katholiek kanton werd het rooms-katholicisme de officiële godsdienst. In sommige kantons en in onderhorige gebieden (Gemeine Herrschaften) van een kanton bestond godsdienstvrijheid, maar de positie van de katholieken was krachtiger ¹. Pas na de Tweede Vilmergeroorlog verbeterde de positie van de protestanten aanzienlijk.
Noot:
¹In ieder dorp of stad in een Gemeine Herschaft waar ten minste drie katholieken woonden moest een katholieke kerk worden gebouwd, deze regeling gold niet voor protestanten. Pas na de Tweede Vilmergeroorlog werd de positie van de protestanten sterker in de Gemeine Herrschaften.

## Landskerken

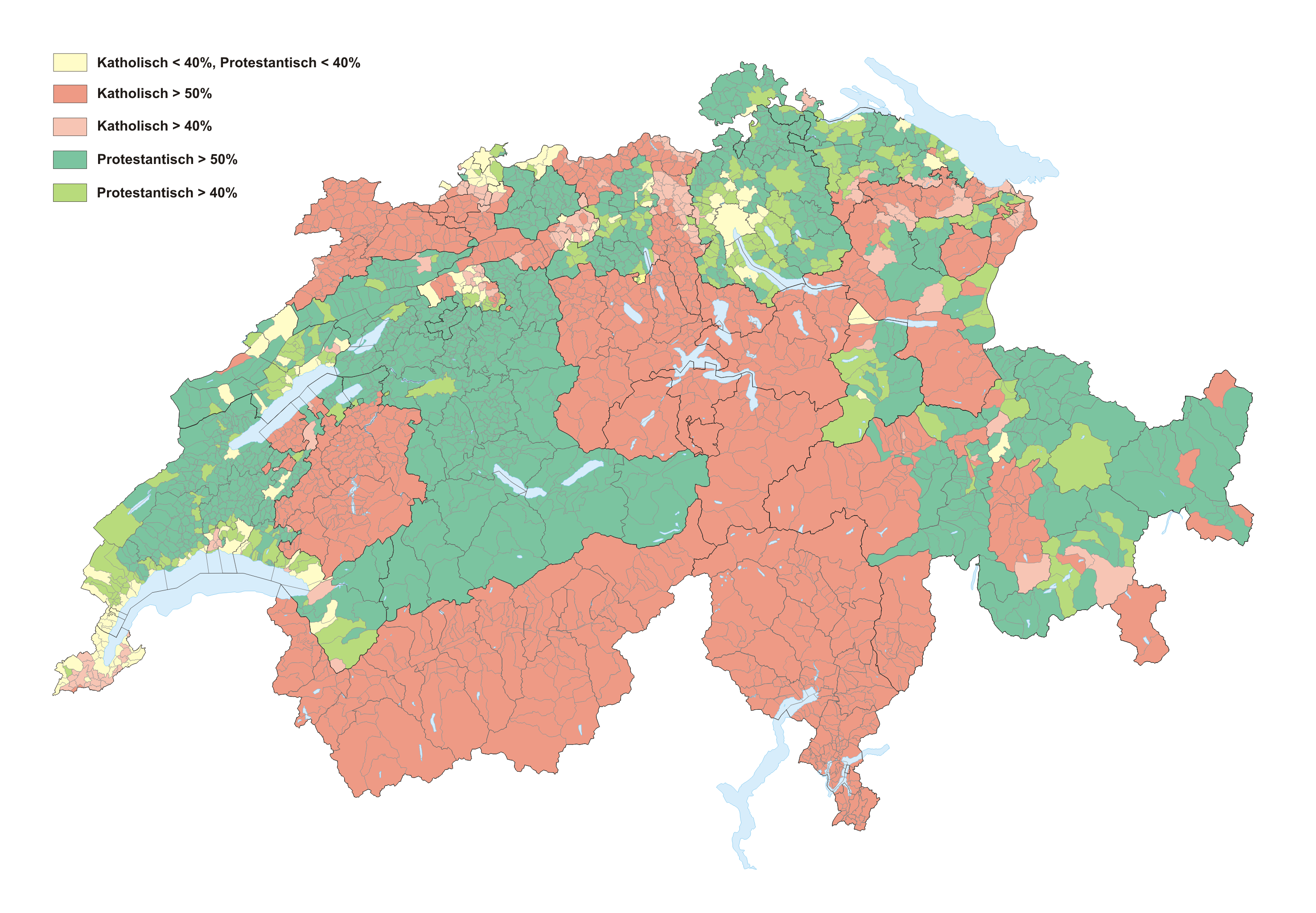
Religieuze geografie van Zwitserland (2000):
<40% katholiek, <40% protestants
>50% katholiek
>40% katholiek
>50% protestants
>40% protestants

De kantons zijn vrij om aan een kerkgenootschap een bijzondere status toe te kennen, namelijk die van landeskirche (landskerk). In de meeste protestantse kantons bezit de Evangelisch-Gereformeerde Kerk de status van landskerk en in de meeste katholieke kantons bezit de Rooms-Katholieke Kerk de status van landskerk. Soms is aan de Oud-Katholieke Kerk eveneens de status van landskerk toegekend. In enkele West-Zwitserse kantons kent men geen landeskerken, omdat daar de scheiding van kerk en staat volledig is doorgevoerd. In kantons waarbij de bevolking gemengd is, worden er met beide grote kerken afzonderlijke afspraken gemaakt.
Een volledig overzicht:
- Evangelisch-Gereformeerde Landskerken: Appenzell Ausserrhoden - Basel-Landschaft - Bern - Schaffhausen - Vaud - Zürich
- rooms-katholieke Landskerken: Appenzell Innerrhoden - Fribourg - Luzern - Nidwalden - Obwalden - Solothurn - Schwyz - Ticino - Uri - Wallis - Zug
- Gemengde kantons (zowel prot. als r.-k. kerken erkend als Landskerken): Aargau - Glarus - Graubünden - Sankt Gallen - Thurgau
- Kantons zonder Landskerken (uitsluitend in de traditioneel gereformeerde kantons): Neuchâtel ("instituut van maatschappelijk nut") - Genève (positie vergelijkbaar met die van de Landskerken in de protestantse kantons, doch de gereformeerde kerk is hier geen rechtspersoon)

In Bazel, Fribourg en Sankt Gallen hebben de Joodse geloofsgemeenschappen dezelfde status als de Landskerken en in Aargau, Zürich en Bern is de Oudkatholieke kerk ook Landskerk.